# Paul Méral
Paul Méral, nom de plume de Herman De Guchtenaere, est un poète belge d’expression française né à Gand le 26 septembre 1895 et mort à Bruxelles le 5 décembre 1946. Il est le fils du député catholique Eugène De Guchtenaere (nl).
Son poème Le Dit des jeux du monde a servi d’argument au ballet éponyme mis en musique par Arthur Honegger.
Méral est aussi l’un des fondateurs, en 1944, du quotidien bruxellois La Lanterne, rebaptisé La Capitale en 2002.
Franz Hellens s’est inspiré de Méral pour son personnage de Morel dans Moreldieu (1946).

## Œuvres
- 1917 – Le Livre des récitatifs
- 1918 – Le Dit des jeux du monde
- 1933 – À propos des Rothermere. Souvenirs
- 1941 – Franz Hellens ou la Transfiguration du réel (avec Giuseppe Ungaretti et Valery Larbaud)
- 1949 – Paul Méral. Fragments et poèmes choisis (préface de Franz Hellens)

Œuvres traduites par Paul Méral
- Peter Belloc, Sous les ponts de la Tamise [« Below bridges »], Gallimard, 1936
- Wallace Smith, Le capitaine déteste la mer [« The captain hates the sea »], Gallimard, 1937
- Edgar Allan Poe, Une situation atroce et autres contes, Les Écrits, Bruxelles, s.d.